# 멋조롱박딱정벌레
멋조롱박딱정벌레는 조롱박딱정벌레속의 딱정벌레류이다. 멋조롱박딱정벌레는 한국에서는 2017년 환경부 지정 멸종위기 야생생물 Ⅱ급으로 보호받고 있다. 등딱지는 녹색, 자주색 등의 금속 광택이 나며 그물눈처럼 정교한 무늬가 있다. 한국고유종이다.

## 아종
- Acoptolabrus mirabilissimus    멋조롱박딱정벌레
  - A, m, furumiensis Deuve, 2001    오대산멋조롱박딱정벌레
  - A, m, ignoferescens Deuve, 1992    만물멋조롱박딱정벌레
  - A, m, kana Imura, 1989    덕유멋조롱박딱정벌레
  - A, m, pseudokana Deuve et Li, 2002    천재멋조롱박딱정벌레
  - A, m, rigoutianus Deuve et Li, 1998    영모멋조롱박딱정벌레
  - A, m, sangjuensis Park, 2008    상주멋조롱박딱정벌레